# Línea 2 (Urbanos de Alcobendas-San Sebastián de los Reyes)
La línea 2 de la red de autobuses urbanos de Alcobendas une la Calle del Marqués de la Valdavia en Alcobendas con la urbanización de La Moraleja, estableciendo su cabecera en la Avenida de La Ermita.

## Características
La línea se encarga de conectar el Distrito Norte de Alcobendas, desde la intersección de la Calle del Marqués de la Valdavia con la Calle de Camilo José Cela, con el centro de la localidad, con las estaciones de Cercanías de Valdelasfuentes y Alcobendas-San Sebastián de los Reyes, y con la urbanización de La Moraleja (por la Avenida de la Vega), dentro de la cual realiza un circuito neutralizado dando servicio a buena parte de la misma.
Los autobuses urbanos de Alcobendas y San Sebastián de los Reyes siguen una numeración conjunta para evitar confusión de duplicidad de numeraciones en dos municipios tan cercanos y relacionados, especialmente con algunas líneas que circulan por ambos municipios (línea 2 y línea 5). Las líneas siguen una numeración progresiva del 1 al 11, pero a San Sebastián de los Reyes sólo le pertenecen los números 4, 7 y 8, quedando el resto de números: 1, 2, 3, 5, 6, 9, 10 y 11 para Alcobendas.
La línea circula brevemente por el término municipal de San Sebastián de los Reyes en el trayecto de ida, pero puesto que su recorrido mayoritario se encuentra en Alcobendas corresponde como una línea de dicho municipio. Como bien se expresa en la numeración interna del CRTM, recibe el número 2006. El primer dígito corresponde a la línea, en este caso la línea 2. Y los últimos tres dígitos corresponden al municipio por el que circula, en este caso 006 corresponde al municipio de Alcobendas.
Se complementa con las líneas 1, 3 y 5 para dar servicio a la amplia zona de La Moraleja con las estaciones de Metro o Cercanías del municipio.
Sólo circula de lunes a viernes laborables.
Desde el 3 de junio de 2024, la línea se amplía con 3 paradas nuevas dando servicio a los nuevos desarrollos urbanísticos de la Urbanización La Carrascosa, al sureste de La Moraleja.
La línea mantiene los mismos horarios todo el año (exceptuando las vísperas de festivo y festivos de Navidad) y exceptuando el servicio de vuelta de las 08:30 que no se realiza durante el mes de agosto.
Está operada por Empresa Montes mediante la concesión administrativa VCM-200 - Canillejas - Tres Cantos  (Viajeros Comunidad de Madrid) del Consorcio Regional de Transportes de Madrid.

## Horarios
| Lunes a viernes laborables |                          |
| Alcobendas > La Moraleja   | La Moraleja > Alcobendas |
| 07:00                      | 07:25                    |
| 07:35                      | 08:00                    |
|                            | 08:30                    |
| 08:15                      | 08:40                    |
| 08:55                      | 09:20                    |
| 09:30                      | 09:50                    |
| 10:40                      | 11:05                    |
| 11:50                      | 12:15                    |
| 13:00                      | 13:25                    |
| 14:10                      | 14:35                    |
| 15:20                      | 15:45                    |
| 16:30                      | 16:55                    |
| 17:40                      | 18:05                    |

1. ↑  No se realiza en agosto

## Recorrido y paradas

### Sentido La Moraleja
La línea parte de la glorieta de la Calle del Marqués de la Valdavia con la Calle de Camilo José Cela, continuando por la primera de ellas, efectuando parada en la Estación de Valdelasfuentes. Al llegar a la glorieta con la Avenida de España, gira a la izquierda por esta, dando servicio al Ayuntamiento de Alcobendas y la Estación de Alcobendas-San Sebastián de los Reyes. Al llegar a esta última, gira a la izquierda por la Avenida de la Sierra, entrando en el municipio de San Sebastián de los Reyes, y continúa por la Avenida de Colmenar Viejo y la calle Real. En su intersección con la Avenida de España, se vuelve a incorporar a esta y al municipio de Alcobendas. Continúa por este vial hasta alcanzar Arroyo de la Vega, girando por la Avenida de la Vega hasta la Avenida de la Ermita, donde conecta con la estación de La Moraleja y se encuentra su cabecera sur.
| Código | Zona | Localidad                  | Denominación                                                          | Ubicación                              | Líneas de la parada                                     | Cercanías                             |
| ------ | ---- | -------------------------- | --------------------------------------------------------------------- | -------------------------------------- | ------------------------------------------------------- | ------------------------------------- |
| 07373  |      | Alcobendas                 | Calle del Marqués de la Valdavia - Avenida de Camilo José Cela        | Calle del Marqués de la Valdavia Nº123 | 157C 827 827A 828 2 6 10                                |                                       |
| 12724  |      | Alcobendas                 | Calle del Marqués de la Valdavia - Estación Valdelasfuentes           | Calle del Marqués de la Valdavia Nº105 | 157C 827 827A 828 2 6 10                                | Valdelasfuentes                       |
| 06772  |      | Alcobendas                 | Calle del Marqués de la Valdavia - Avenida del Doctor Severo Ochoa    | Calle del Marqués de la Valdavia Nº91  | 153 827 828 2                                           |                                       |
| 07365  |      | Alcobendas                 | Calle del Marqués de la Valdavia - Calle de Jacinto Benavente         | Calle del Marqués de la Valdavia Nº83  | 153 827 828 2                                           |                                       |
| 06770  |      | Alcobendas                 | Avenida de España - Calle de la Constitución                          | Avenida de España Nº14                 | 827 828 2                                               |                                       |
| 06763  |      | Alcobendas                 | Avenida de España - Ayuntamiento                                      | Avenida de España Nº34                 | 151 158 827 828 2 10                                    |                                       |
| 10614  |      | Alcobendas                 | Avenida de España - Estación de Alcobendas-San Sebastián de los Reyes | Avenida de España Nº52                 | 10614 A 180 191 193 9 11 10614 B 151 158 827 828 N101 2 | Alcobendas-San Sebastián de los Reyes |
| 06769  |      | San Sebastián de los Reyes | Avenida de la Sierra - Centro Comercial La Viña                       | Avenida de la Sierra Nº37              | 158 827 2                                               |                                       |
| 06792  |      | San Sebastián de los Reyes | Avenida de Colmenar Viejo - Calle Nuestra Señora del Carmen           | Avenida de Colmenar Viejo Nº27         | 154 154C 827 827A 2 4 7                                 |                                       |
| 06788  |      | San Sebastián de los Reyes | Avenida de Colmenar Viejo - Calle de Ramón Esteban                    | Avenida de Colmenar Viejo Nº3          | 827A 2 4 7                                              |                                       |
| 06790  |      | San Sebastián de los Reyes | Calle Real - Calle del Sacramento                                     | Calle Real Nº3                         | 154 154C 827 827A 2                                     |                                       |
| 12925  |      | Alcobendas                 | Avenida de España - Centro de mayores                                 | Avenida de España Nº58                 | 180 827 828 2 4 7 9 11                                  |                                       |
| 07236  |      | Alcobendas                 | Avenida de España - Calle de Mariano Sebastián Izuel                  | Avenida de España Nº72                 | 151 153 158 180 827 828 N101 N102 2 5 10                |                                       |
| 11333  |      | Alcobendas                 | Avenida de La Vega - Avenida de Barajas                               | Avenida de La Vega Nº2                 | 159 N102 2 9 11                                         |                                       |
| 11792  |      | Alcobendas                 | Avenida de La Vega - Calle de Anabel Segura                           | Avenida de La Vega Nº8                 | 159 N102 2 9 11                                         |                                       |
| 11794  |      | Alcobendas                 | Avenica de La Vega - Calle de Francisca Delgado                       | Avenida de La Vega Nº5                 | 2                                                       |                                       |
| 11331  |      | Alcobendas                 | Avenida de Vega - Centro Comercial La Vega                            | Avenida de la Ermita Nº5               | 1 2 3 5 10                                              |                                       |

### Sentido Alcobendas
Desde la Avenida de la Ermita, continúa por la Calle del Nardo y la Calle de la Azalea, entrando en la zona de La Moraleja. En la intersección de la Calle de la Azalea, con el Paseo de Alcobendas, la línea comienza un circuito neutralizado que da servicio a la mayor parte de la urbanización, con el siguiente recorrido: Paseo de Alcobendas, Calle del Camino Viejo, Calle del Camino de la Huerta, Calle del Camino Sur, Paseo de la Marquesa Viuda de Aldama, Paseo del Conde de los Gaitanes, Calle de la Vereda Norte y Calle del Camino Nuevo. En la intersección de este último con la Calle de la Azalea, retorna hacia el núcleo central de Alcobendas por: Calle de la Azalea, Calle del Nardo, Avenida de la Ermita (vuelve a conectar con la Estación de La Moraleja donde tiene su cabecera de vuelta), Avenida de la Vega y Avenida de Barajas. En la intersección de esta con el Paseo de Europa y el Bulevar de Salvador Allende, continúa por la Calle de Mariano Sebastián Izuel, Avenida de la Libertad y Calle del Marqués de la Valdavia, donde conecta con la estación homónima. En la glorieta con la Calle de Jacinto Benavente, gira por esta última y se incorpora al Paseo de la Chopera, donde tiene su cabecera junto a la Avenida de Camilo José Cela.
| Código | Zona | Localidad  | Denominación                                                             | Ubicación                                 | Líneas de la parada                                       | Metro                  |
| ------ | ---- | ---------- | ------------------------------------------------------------------------ | ----------------------------------------- | --------------------------------------------------------- | ---------------------- |
| 11331  |      | Alcobendas | Avenida de Vega - Centro Comercial La Vega                               | Avenida de la Ermita Nº5                  | 1 2 3 5 10                                                |                        |
| 17513  |      | Alcobendas | Avenida de la Ermita - Estación de La Moraleja                           | Avenida de la Ermita Nº2                  | 1 2 3                                                     | La Moraleja            |
| 12240  |      | Alcobendas | Calle del Nardo - Centro Cívico                                          | Calle del Nardo Nº12                      | 155 1 2 3 5                                               | La Moraleja            |
| 11335  |      | Alcobendas | Calle del Nardo - Complejo Deportivo                                     | Calle del Nardo Nº12                      | 155 1 2 3 5                                               |                        |
| 09445  |      | Alcobendas | Calle de la Azalea - Calle de la Begonia                                 | Calle de la Azalea Nº532                  | 2                                                         |                        |
| 06821  |      | Alcobendas | Calle de la Azalea - Calle de la Dalia                                   | Calle de la Azalea Nº604                  | 2                                                         |                        |
| 16946  |      | Alcobendas | Paseo de Alcobendas - Calle de la Veredilla                              | Paseo de Alcobendas Nº3                   | 1 2                                                       |                        |
| 06825  |      | Alcobendas | Paseo de Alcobendas - Calle del Camino Ancho                             | Paseo de Alcobendas Nº9                   | 1 2                                                       |                        |
| 06827  |      | Alcobendas | Paseo de Alcobendas - Centro Comercial El Bulevar                        | Paseo de Alcobendas Nº10                  | 1 2                                                       |                        |
| 06829  |      | Alcobendas | Paseo de Alcobendas - Calle de la Vereda de las Peñas                    | Paseo de Alcobendas Nº12                  | 1 2                                                       |                        |
| 06831  |      | Alcobendas | Paseo de Alcobendas - Urbanización Levit Park                            | Paseo de Alcobendas Nº14                  | 1 2                                                       |                        |
| 06832  |      | Alcobendas | Calle del Camino Viejo - Paseo del Conde de los Gaitanes                 | Calle del Camino Viejo Nº88               | 1 2                                                       |                        |
| 09441  |      | Alcobendas | Calle del Camino Viejo - Intergolf                                       | Calle del Camino Viejo Nº84               | 1 2                                                       |                        |
| 09443  |      | Alcobendas | Calle del Camino Viejo - Calle del Camino de las Liebres                 | Calle del Camino Viejo Nº76               | 1 2                                                       |                        |
| 09439  |      | Alcobendas | Calle del Camino Viejo - Calle del Camino Ancho                          | Calle del Camino Viejo Nº64               | 1 2                                                       |                        |
| 20860  |      | Alcobendas | Calle del Camino Ancho - Colegio                                         | Calle del Camino Ancho Nº10               | 1 2                                                       |                        |
| 21209  |      | Alcobendas | Calle del Camino de la Hípica - Calle del Camino Ancho                   | Calle del Camino de la Hípica S/Nº        | 1 2                                                       |                        |
| 21210  |      | Alcobendas | Calle del Camino de la Hípica - Calle del Camino de los Jardines         | Calle del Camino de la Hípica S/Nº        | 1 2                                                       |                        |
| 21211  |      | Alcobendas | Calle del Camino Ancho - Colegio                                         | Calle del Camino Ancho Nº11               | 1 2                                                       |                        |
| 09437  |      | Alcobendas | Calle del Camino de la Huerta - Calle del Camino Ancho                   | Calle del Camino de la Huerta Nº82        | 1 2                                                       |                        |
| 09435  |      | Alcobendas | Calle del Camino de la Huerta - Calle de la Vereda de los Álamos         | Calle del Camino de la Huerta Nº61        | 1 2                                                       |                        |
| 09433  |      | Alcobendas | Calle del Camino de la Huerta - Calle de la Vereda Los Chopos            | Calle del Camino de la Huerta Nº13        | 2                                                         |                        |
| 09431  |      | Alcobendas | Calle del Camino de la Huerta - Calle del Camino Alto                    | Calle del Camino de la Huerta Nº1         | 2                                                         |                        |
| 09430  |      | Alcobendas | Calle del Camino Sur - Calle del Camino de la Fuente                     | Calle del Camino Sur Nº28                 | 2                                                         |                        |
| 09428  |      | Alcobendas | Calle del Camino del Sur - Paseo de la Marquesa Viuda de Aldama          | Calle del Camino del Sur Nº66             | 1 2                                                       |                        |
| 09425  |      | Alcobendas | Paseo de la Marquesa Viuda de Aldama - Calle de la Veredilla             | Paseo de la Marquesa Viuda de Aldama Nº15 | 2                                                         |                        |
| 09423  |      | Alcobendas | Paseo del Conde de los Gaitanes - Iglesia                                | Paseo del Conde de los Gaitanes Nº21      | 2                                                         |                        |
| 16932  |      | Alcobendas | Calle de la Vereda Norte - Paseo del Conde de los Gaitanes               | Calle de la Vereda Norte Nº2              | 2                                                         |                        |
| 16932  |      | Alcobendas | Calle de la Vereda Norte - Calle del Camino Nuevo                        | Calle de la Vereda Norte Nº18             | 2                                                         |                        |
| 09421  |      | Alcobendas | Calle del Camino Nuevo - Calle de la Cuesta del Cerro                    | Calle del Camino Nuevo Nº49               | 1 2                                                       |                        |
| 09422  |      | Alcobendas | Calle de la Azalea - Paseo de Alcobendas                                 | Calle de la Azalea Nº755                  | 1 2                                                       |                        |
| 06812  |      | Alcobendas | Calle de la Azalea - Calle de la Begonia                                 | Calle de la Azalea Nº532                  | 155 1 2 3 5                                               |                        |
| 11336  |      | Alcobendas | Calle del Nardo - Calle de la Gardenia                                   | Calle del Nardo Nº12                      | 155 1 2 3 5                                               |                        |
| 12241  |      | Alcobendas | Calle del Nardo - Centro Cívico                                          | Calle del Nardo Nº44                      | 1 2 3 5                                                   | La Moraleja            |
| 17512  |      | Alcobendas | Avenida de la Ermita - Estación de La Moraleja                           | Avenida de la Ermita Nº5                  | N101 1 2 3 5 11                                           | La Moraleja            |
| 12033  |      | Alcobendas | Avenida de La Vega - Avenida de la Ermita                                | Avenida de La Vega Nº24                   | N101 2                                                    |                        |
| 11795  |      | Alcobendas | Avenida de La Vega - Calle de Francisca Delgado                          | Avenida de La Vega Nº13                   | 159 N101 N102 2 5 9 10                                    |                        |
| 11793  |      | Alcobendas | Avenida de La Vega - Calle de Anabel Segura                              | Avenida de La Vega Nº7                    | 159 N101 N102 2 5 9 10                                    |                        |
| 06840  |      | Alcobendas | Avenida de Barajas - Arroyo de La Vega                                   | Avenida de Barajas Nº4                    | 827 828 N101 N102 2 5 9 10                                |                        |
| 07236  |      | Alcobendas | Avenida de España - Calle de Mariano Sebastián Izuel                     | Avenida de España Nº72                    | 151 153 158 180 827 828 N101 N102 2 5 10                  |                        |
| 06755  |      | Alcobendas | Calle de la Marquesa Viuda de Aldama - Calle de Nuestra Señora del Pilar | Calle de la Marquesa Viuda de Aldama Nº14 | 151 152C 153 154 154C 156 158 161 171 827 828 N101 2 5 10 |                        |
| 06756  |      | Alcobendas | Calle del Marqués de la Valdavia - Calle de Ramón Fernández Guisasola    | Calle del Marqués de la Valdavia Nº20     | 151 153 158 827 828 N101 2 5 10                           | Marqués de la Valdavia |
| 06758  |      | Alcobendas | Calle del Marqués de la Valdavia - Calle de Nemesio de Castro            | Calle del Marqués de la Valdavia Nº44     | 151 153 158 827 828 N101 2 5 10                           |                        |
| 06759  |      | Alcobendas | Calle del Marqués de la Valdavia - Avenida de España                     | Calle del Marqués de la Valdavia Nº88     | 151 153 158 827 828 N101 2 5 10                           |                        |
| 06885  |      | Alcobendas | Paseo de la Chopera - Centro de Salud Valdavia                           | Paseo de la Chopera Nº108                 | 157 N101 2                                                |                        |
| 08695  |      | Alcobendas | Paseo de la Chopera - Educación Infantil Especial                        | Paseo de la Chopera Nº107                 | 157 N101 2                                                |                        |
| 11232  |      | Alcobendas | Paseo de la Chopera - Avenida de Camilo José Cela                        | Paseo de la Chopera Nº178                 | 157 N101 2 11                                             |                        |